# Solo-Nunatak
Der Solo-Nunatak ist ein kleiner, isolierter Nunatak im Norden des ostantarktischen Viktorialands. Er ragt an der Südwestseite des Evans-Firnfelds und rund 10 km nordwestlich der Intention-Nunatakker auf.
Seinen aus seiner geographischen Lage abgeleiteten Namen erhielt er durch die Nordgruppe der New Zealand Geological Survey Antarctic Expedition (1962–1963).